# Bruno Pauletto
Bruno Pauletto (* Portogruaro 21. Januar 1954) ist ein kanadischer Unternehmer, Autor, ehemaliger Trainer und ehemaliger auf Kugelstoßen spezialisierter Leichtathlet.
Bruno Pauletto, MS, CSCS, FNSCA, ist in Portogruaro aufgewachsen und studierte an der Central Michigan University (CMU), wo er 1978 seinen Abschluss in Physiologie machte. Anschließend studierte er Physiologie an der University of Tennessee, (UT) wo er mit einem Master abschloss. Er hat verschiedene Bücher und Artikel über Krafttraining und -physiologie veröffentlicht. Beim Leichtathletik-Weltcup 1977 in Düsseldorf wurde er Fünfter. 1978 gewann er Silber bei den Commonwealth Games in Edmonton und 1979 Bronze bei den Panamerikanischen Spielen in San Juan.
1982 feierte er seinen größten Erfolg mit einem Sieg bei den Commonwealth Games in Brisbane. Bei den Leichtathletik-Weltmeisterschaften 1983 in Helsinki schied er in der Qualifikation aus.
1978, 1980 und 1983 wurde er Kanadischer Meister. 1978 wurde er – für die Central Michigan University startend – NCAA-Hallenmeister.

## Bestleistungen
- Kugelstoßen: 20,61 m, 22. Mai 1983, Knoxville
  - Halle: 20,02 m, 29. Februar 1980, New York City